# Kim Mulkey
Kimberly Duane Mulkey (Santa Ana, 17 mei 1962) is een voormalig Amerikaans basketbalspeelster. Zij won met het Amerikaans basketbalteam de gouden medaille tijdens de Olympische Zomerspelen 1984.
Mulkey speelde voor het team van de Louisiana Tech University, waarmee ze in 1981 en 1982 het kampioenschap won. Na haar carrière als speler werd zij in 1985 basketbalcoach. Als coach won ze 5x het NCAA-kampioenschap. Sinds 2021 is ze coach van het team van de Louisiana State University.
Tijdens de Olympische Zomerspelen 1984 in Los Angeles won ze olympisch goud door Zuid-Korea te verslaan in de finale met 85-55. Ook won ze met het nationale team zilver tijdens het Wereldkampioenschap basketbal 1983 in Brazilië.
In 2000 werd Mulkey toegevoegd aan de Women’s Basketball Hall of Fame. En in 2020 werd ze als coach ook toegevoegd aan de Basketball Hall of Fame.